# Alberto Testa
Alberto Testa (Santos, São Paulo, Brasil; 11 de abril de 1927-Velletri, Lazio; 19 de octubre de 2009) fue un compositor, letrista, cantante y escritor ítalo-brasileño.

## Trayectoria artística
Testa fue reconocido principalmente por su trabajo como letrista, a sus palabras le pusieron música compositores como Tony Renis, como en «Quando quando quando» que también interpreta, posteriormente en inglés la cantarían Engelbert Humperdinck o Michael Bublé con Nelly Furtado; y el tema "Grande grande grande" cantado en italiano y en español por Mina; en inglés "Never, never, never" cantado por Shirley Bassey o por Julio Iglesias en inglés y español; y también titulado "I Hate You Then I Love You" y cantado a dúo por Céline Dion y Luciano Pavarotti, Dion también cantó el tema "The prayer" junto a Andrea Bocelli.
Mina en sus inicios le debe éxitos como: "Renato", "Un buco nella sabbia", o "Un anno d'amore" firmada con Mogol. A Testa le han cantado también Ornella Vanoni ("Tristezza") o Iva Zanicchi ("La riva bianca, la riva nera").

## Canciones
- 1952 - Valentino por Quartetto Radar (con música de Mario Bertolazzi; canción presentada en ejecución radiofónica pero no graba en disco, publicada bajo el pseudónimo Santos)
- 1956 - Il cantico del cielo por Tonina Torrielli (música de Carlo Alberto Rossi)
- 1957 - Amico whisky por Sergio Renda (música de Gigi Cichellero)
- 1957 - La ragazza col Montgomery por Natalino Otto y Paolo Bacilieri (música de Gigi Cichellero)
- 1957 - Un sogno di cristallo por Carla Boni y Jula de Palma (música de Pino Calvi)
- 1958 - Io sono te por Carla Boni y Cristina Jorio (en colaboración con Biri y Raoul De Giusti; música de Carlo Alberto Rossi)
- 1958 - Per un bacio d'amor por Corrado Lojacono y Tony Dallara (música de Corrado Lojacono)
- 1958 - Tu sei del mio paese por Gino Latilla y Natalino Otto (en colaboración con Biri y Raoul De Giusti; música de Carlo Alberto Rossi)
- 1958 - Sei chic por Fred Buscaglione (música de Giorgio Bertero)
- 1958 - Al chiar di luna porto fortuna por Fred Buscaglione, Joe Sentieri y Ilia Lopez (música de Carlo Alberto Rossi)
- 1958 - Boccuccia di rosa por Johnny Dorelli y Fred Buscaglione (música de Gigi Cichellero)
- 1958 - Brivido blu por Tony Dallara (música de Pino Spotti)
- 1959 - Tu sei qui por Achille Togliani y Arturo Testa (música de Silvano Birga)
- 1959 - Rose por Fausto Cigliano (música de Henri Salvador)
- 1959 - Per tutta la vita por Wilma De Angelis y Jula de Palma (música de Pino Spotti)
- 1959 - Carina por Corrado Lojacono y Fred Buscaglione (música de Corrado Lojacono e R. Poes)
- 1959 - Tanto da morire por Bruna Lelli (música de Franco Pisano)
- 1959 - Un bacio sulla bocca por Claudio Villa y Betty Curtis (música de Gigi Cichellero)
- 1959 - Idaho por Adriano Celentano (música de Monegasco)
- 1959 - La luna è un'altra luna por Gino Latilla y Natalino Otto (en colaboración con Biri y Raoul De Giusti; música de Carlo Alberto Rossi)
- 1960 - Quando vien la sera por Wilma De Angelis y Joe Sentieri (música de Carlo Alberto Rossi)
- 1960 - È mezzanotte por Sergio Bruni y Joe Sentieri (música de Rinaldo Cozzoli)
- 1960 - Gridare di gioia por Germana Caroli y Arturo Testa (musica di Fanciulli)
- 1960 - Storia fermati por Caterina Valente y Marisa Brando (musica di Gigi Cichellero)
- 1960 - Alì Babà...ciami por Wilma De Angelis (musica di Gorni Kramer)
- 1961 - Vestita di rosso por Alberto Testa (música de Rinaldo Cazzoli)
- 1961 - Storia d'amore por Alberto Testa (música de Piero Leonardi "Deani")
- 1961 - E poi por Ugo Calise (música de Ugo Calise)
- 1961 - Libellule por Joe Sentieri (música de Guido Viezzoli)
- 1961 - Quelli che si divertono por Alberto Bruno (música de Elide Suligoj y Mansueto De Ponti)
- 1961 - Il tempo por Alberto Bruno (música de Tony De Vita)
- 1961 - Cara cara por Joe Sentieri (música de Rinaldo Cozzoli)
- 1961 - Archimede Pitagorico por Pino Donaggio (música de Pino Donaggio)
- 1962 - Quando quando quando por Tony Renis y Pierfilippi (música de Tony Renis)
- 1962 - Renato por Mina (música de Alberto Cortez)
- 1962 - Vola, vola da me por Mina (música de Vittorio Buffoli)
- 1962 - Uno che sa por Pier Chini (música de Gorni Kramer)
- 1963 - Uno per tutte por Tony Renis y Emilio Pericoli (en colaboración con Mogol; música de Tony Renis)
- 1963 - Le ciliegie por Tony Renis (en colaboración con Mogol; música de Tony Renis y Elvio Favilla)
- 1964 - La luna a fiori por Neil Sedaka (música de Carlo Pes)
- 1964 - Se tu volessi por Paola Bertoni (música de Arrigo Amadesi)
- 1964 - Tanto carina por The Ravers (música de Henry Glover)
- 1964 - Un buco nella sabbia por Mina (musica de Piero Soffici)
- 1964 - Un anno d'amore por Mina (en colaboración con Mogol; música de Nino Ferrer)
- 1964 - Comme por Giordano Colombo y Margherita (en colaboración con Enzo Bonagura; música de Flavio Carraresi)
- 1964 - C'è qualcosa che non va por Mara Pacini (en colaboración con Montano; música de Radcliffe y Schroeder)
- 1965 - Era vivere por Mina (música de Augusto Martelli y Bruno Martelli)
- 1965 - I tuoi occhi verdi por Franco Tozzi (música de Eros Sciorilli)
- 1965 - Tu che sei lassù por Loredana Bufalieri (en colaboración con Mogol; música de Tony Renis)
- 1965 - Non ti scusare por Don Miko (música de Gianni Guarnieri)
- 1965 - Un giorno capirai por Bruna Lelli (musica di Rinaldo Cozzoli)
- 1965 - Quello sbagliato por Bobby Solo (música de Flavio Carraresi)
- 1965 - Ave Maria di periferia por Betty Curtis (música de Gene Colonnello)
- 1966 - Mai mai mai Valentina por Giorgio Gaber y Pat Boone (música de Gene Colonnello)
- 1966 - Io ti darò di più por Orietta Berti y Ornella Vanoni (música de Memo Remigi)
- 1966 - La notte dell'addio por Iva Zanicchi y Vic Dana (música de Arrigo Amadesi, Giuseppe Diverio y Memo Remigi)
- 1966 - A pizza por Aurelio Fierro y Giorgio Gaber (en colaboración con Nisa; música de Bruno Martelli)
- 1966 - Bandiera gialla por Gianni Pettenati (en colaboración con Nisa; música de Artie Kornfeld y Steve Duboff)
- 1966 - I parapioggia di Cherbourg por Nana Mouskouri (en colaboración con Vito Pallavicini; música de Michel Legrand)
- 1966 - Baluba shake por Brunetta (música de Gorni Kramer)
- 1966 - Tu cammini por los Mat 65 (música de Flavio Carraresi)
- 1966 - Il secondo giorno por Brunetta (música de Augusto Martelli e Bruno Martelli)
- 1967 - Scelgo te por Achille Togliani (en colaboración con Pinchi; música de Arrigo Amadesi y Pizzocchera)
- 1967 - Non pensare a me por Claudio Villa e Iva Zanicchi (música de Eros Sciorilli)
- 1967 - Dedicato all'amore por Peppino Di Capri y Dionne Warwick (música de Daniele Pace y Dunnio)
- 1967 - Ciao ciao Maiorca por Giorgio Gaber (música de Gene Colonnello)
- 1967 - La bestia nera por los Mat 65 (música de Flavio Carraresi)
- 1967 - Io suono por los Mat 65 (música de Flavio Carraresi)
- 1967 - Farò come te por Barbara Lory (música de Arrigo Amadesi y Renato Martini)
- 1967 - Dove vai? por Brunetta (música de Lee Hazlewood)
- 1968 - Tristezza (per favore va' via) por Ornella Vanoni (música de Haroldo Lobo y Niltinho)
- 1969 - Gente qua, gente là por Fiorella Mannoia (música de Bruno De Filippi)
- 1969 - Una famiglia por Memo Remigi e Isabella Iannetti(música de Memo Remigi)
- 1970 - Canzone blu por Tony Renis (en colaboración con Mogol; música de Tony Renis)
- 1970 - Occhi neri occhi neri por Mal (música de Umberto Balsamo)
- 1970 - Rosso il tramonto por Mariolino Barberis (en colaboración con Francesco Langella; música de Mariolino Barberis y Venturia)
- 1971 - Occhi bianchi e neri por Mau Cristiani (en colaboración con Miki Del Prete; música de Eros Sciorilli)
- 1971 - Grande grande grande por Mina (música de Tony Renis)
- 1971 - La riva bianca, la riva nera por Iva Zanicchi (música de Eros Sciorilli)
- 1971 - Un giorno blu por Maximilian (música de Alberto Testa en colaboración con Pasquale De Simone)
- 1971 - È così dolce por Maximilian (en colaboración con Francesco Langella; música de Pasquale De Simone)
- 1971 - Sono una donna, non sono una santa por Rosanna Fratello (música de Eros Sciorilli)
- 1971 - Capri, Capri por Fred Bongusto (musica di Fred Bongusto)
- 1971 - Amore romantico por Donatella Moretti (música de Memo Remigi y Tony De Vita)
- 1972 - A modo mio por Patty Pravo (en colaboración con Andrea Lo Vecchio; música de Claude François y Jacques Revaux)
- 1972 - Non so perché mi sto innamorando (J'ai le mal de toi) por Patty Pravo (música de Jacques Dieval)
- 1972 - Nonostante lei por Iva Zanicchi (en colaboración con Mogol; música de Tony Renis)
- 1972 - Un uomo tra la folla por Tony Renis, Plácido Domingo (en colaboración con Mogol; música de Tony Renis)
- 1972 - E la domenica lui mi porta via por Marisa Sacchetto (música de Walter Malgoni)
- 1972 - Lontano vicino por Graziella Ciaiolo (música de Eros Sciorilli)
- 1972 - Vorrei averti nonostante tutto por Mina (en colaboración con Virca; música de Danilo Vaona)
- 1972 - Stasera non si ride e non si balla por Mino Reitano (música de Mino Reitano)
- 1972 - Cuore pellegrino por Mino Reitano (musica di Franco y Mino Reitano)
- 1973 - Ho paura ma non importa por Marisa Sacchetto (in collaborazione con Virca; música de Walter Malgoni)
- 1973 - Tre settimane da raccontare por Fred Bongusto (música de Walter Malgoni)
- 1973 - Fa' qualcosa por Mina (musica de Walter Malgoni)
- 1974 - Il primo che passa por Nancy Cuomo (música de Eros Sciorilli)
- 1975 - Che bella idea por Fred Bongusto (música de Walter Malgoni)
- 1975 - Il coraggio di dire ti amo por Plácido Domingo (música de Tony Renis)
- 1976 - Amica melodia por Al Barbero e le 5 ragazze 5 (en collboración con Francesco Melchiorre; música de Aurelio Corazza)
- 1977 - Storia di una storia d'amore por Alberto Lupo (música de Tony de Vita y L. Mancini)
- 1977 - C'Era Una Volta (Honky Tonky) por Alberto Lupo (música de Tony de Vita y L. Mancini)
- 1978 - Akiri non stop por Nancy Nova (música de Tony De Vita y Gibson)
- 1979 - L'aria del sabato sera por Loretta Goggi (en colaboración con Giorgio Calabrese; música de Tony De Vita y Totò Savio)
- 1986 - Curiosità por Raffaella Carrà (música de Danilo Vaona)
- 1996 - Volami nel cuore por Mina (música de Walter Malgoni y Manrico Mologni)